# اچ‌ام‌اس تایگر (۱۹۱۳)
اچ‌ام‌اس تایگر (۱۹۱۳) (به انگلیسی: HMS Tiger (1913)) یک کشتی بود که طول آن ۷۰۴ فوت (۲۱۴٫۶ متر) بود. این کشتی در سال ۱۹۱۳ ساخته شد.